# Оганезов, Гаррий Минеевич
Гаррий Минеевич Оганезов (17 июня 1937, Житомир — 5 февраля 2010, Липецк) — кларнетист, педагог, дирижёр. Заслуженный артист Российской Федерации (2003), профессор.

## Биография
Родился 17 июня 1937 года в городе Житомире.
- 1952—1956 — духовое отделение Житомирского музыкального училища им. В. С. Косенко по классу кларнета, (преп. З. З. Ройтфарб), а также по скрипке (преп. З. З. Ройтфарб).
- 1956—1959 служба в рядах Советской армии (оркестр штаба Уральского военного округа, гор. Свердловск)
- 1959—1964 — преподаватель музыкальной школы города Глазова (Республика Удмуртия).
- 1961—1966 — учился в Уральской государственной консерватории им. М. П. Мусоргского (класс И. М. Нестерова).
- 1964—1970 — работал дирижёром и заведующим музыкальной частью Житомирского музыкально-драматического театра, также преподавал в культурно-просветительном и музыкальном училищах.
- 1970—1973 — учёба в аспирантуре при Уральской государственной консерватории (класс профессора М. Павермана).
- Учёбу в аспирантуре совмещал с работой дирижёра театра музыкальной комедии в Свердловске,
- 1972—1975 — главный дирижёр симфонического оркестра Томской филармонии.
- 1975—1985 — дирижёр Одесского симфонического оркестра.
- С 1985 года — преподаватель (профессор) кафедры оркестрового дирижирования Воронежской государственной академии искусств.
- С 1996 года и до последнего дня жизни — худ. руководитель и главный дирижёр Липецкого муниципального симфонического оркестра.

## Творческая деятельность
Будучи руководителем этого коллектива, Г. Оганезов проводит большую организаторскую и творческую работу. Оркестр под руководством Г. Оганезова исполняет разнообразные музыкальные программы, в которых звучит музыка Д. Шостаковича, А.Эшпая, Ф. Пуленка, Р. Щедрина, А. Шнитке, А. Бородина, Г. Малера и др. Выступает с известными российскими и зарубежными исполнителями, такими, как: Г. Грипентрог (Берлинский оперный театр), Э. Кан (Боннский оперный театр), пианисты Н. Петров, Д. Алексеев, А. Любимов (все — Россия), М. Дробинский (Франция), И. Бочкова, Д.Тетерин и другими.
В 1990 году оркестр стал дипломантом Всероссийского фестиваля в г. Новосибирске, в 2006 году — дипломант Международного фестиваля в Германии. Оркестром были осуществлены концертные постановки опер: Перголези «Служанка-госпожа», С.Рахманинов «Алеко», Дж. Верди «Аида», М.Глинка «Руслан и Людмила».
Коллектив под управлением Гаррия Оганезова — участник Бетховенского Фестиваля в Австрии, где его выступления получили заслуженное признание.
Скончался 5 февраля 2010 года.